# Ravangrad Wine Fest
Ravangrad Wine Fest је привредно-туристичка и културна манифестација која се одржава у Сомбору од 2009. године у организацији Туристичке организације града Сомбора. Фестивал посвећен вину и храни у Сомбору јединствена је манифестација на подручју Западнобачког округа која обогаћује туристичку понуду града и регије.

## О манифестацији
Ravangrad Wine Fest се организује прве суботе децембра. Током трајања фестивала, посетиоци могу да уживају осим у квалитетним винима и укусној храни, тако и у пратећем програму који ће укључивати културно уметнички – музички део, стручна предавања, промоције и презентације реномираних винских кућа.

## Хронологија
Први Ravangrad Wine Fest одржан је 2009. године, са једном годином паузе 2020, због пандемије Ковида 19.

### Досадашња издања фестивала
| Издање | Година | Датум            | Локација | Реф           |
| ------ | ------ | ---------------- | --- | ------------- |
| 1.     | 2009.  | 5. децембар      | Студентски дом Зоран Ђинђић | [ 3 ] [ 4 ]   |
| 2.     | 2010.  | 4. децембар      | Спортски центар Соко | [ 3 ]         |
| 3.     | 2011.  | 3. децембар      | Кристална сала хотела „Интернацион” | [ 5 ] [ 6 ]   |
| 4.     | 2012.  | 1. децембар      | Градска хала Мостонга | [ 7 ]         |
| 5.     | 2013.  | 30. новембар     | Градска хала Мостонга | [ 8 ]         |
| 6.     | 2014.  | 5. и 6. децембар | Градска хала Мостонга, Дида Хорњаков салаш | [ 9 ] [ 10 ]  |
| 7.     | 2015.  | 5. децембар      | Градска хала Мостонга | [ 11 ]        |
| 8.     | 2016.  | 3. децембар      | Градска хала Мостонга | [ 12 ]        |
| 9.     | 2017.  | 2. децембар      | Градска хала Мостонга | [ 13 ]        |
| 10.    | 2018.  | 1. децембар      | Соколски дом и Мађарска грађанска касина | [ 14 ]        |
| 11.    | 2019.  | 7. децембар      | Соколски дом и Мађарска грађанска касина | [ 15 ]        |
| 12.    | 2021.  | 4. децембар      | простор Кабареа - пролаз између Дечијег одељења библиотеке „Карло Бијелицки“ и Народног позоришта Сомбор, између Трга Косте Трифковића и Трга цара Лазара | [ 16 ] [ 17 ] |
| 13.    | 2022.  | 3. децембар      | Соколски дом | [ 18 ]        |
| 14.    | 2023.  | 9. децембар      | Кристална сала бившег хотела Слобода | [ 19 ]        |
| 15.    | 2024.  | 7. децембар      | Велика сала Соколског дома | [ 20 ]        |

## Галерија
- Ravangrad Wine Fest 2021.
- Ravangrad Wine Fest 2021.
- Ravangrad Wine Fest 2021.
- Ravangrad Wine Fest 2021.
- Ravangrad Wine Fest 2021.
- Ravangrad Wine Fest 2021.
- Ravangrad Wine Fest 2021.
- Ravangrad Wine Fest 2021.
- Ravangrad Wine Fest 2021.
- Ravangrad Wine Fest 2021.
- Ravangrad Wine Fest 2021.
- Ravangrad Wine Fest 2021.
- Ravangrad Wine Fest 2021.
- Ravangrad Wine Fest 2021.
- Ravangrad Wine Fest 2021.

- Ravangrad Wine Fest 2023.
- Ravangrad Wine Fest 2023.
- Ravangrad Wine Fest 2023.
- Ravangrad Wine Fest 2023.
- Ravangrad Wine Fest 2023.
- Ravangrad Wine Fest 2023.
- Ravangrad Wine Fest 2023.
- Ravangrad Wine Fest 2023.
- Ravangrad Wine Fest 2023.
- Ravangrad Wine Fest 2023.
- Ravangrad Wine Fest 2023.
- Ravangrad Wine Fest 2023.